# Любовь с первого взгляда (фильм, 1983)
«Любовь с первого взгляда» (фр. Coup de foudre), или «Между нами» (фр. Entre Nous) — драма 1983 года режиссёра Дианы Кюрис. Фильм снят по мотивам книги, где Диана Кюрис описывает историю своей матери.

## Сюжет

Постер с альтернативным названием фильма

В 1942 году Лена, беженка из Бельгии, вынужденно выходит замуж за Мишеля. Только так у неё есть шанс не быть депортированной в Германию. Они бегут в Италию, где хотят скрыться от немцев. В это же время Мадлен теряет жениха, которого убивает случайная пуля в перестрелке. Судьбы женщин пересекаются через 10 лет, в Лионе. У Лены к этому времени двое детей, Мишель держит авторемонтную мастерскую. Мадлен вышла замуж за Коста, актёра, у неё есть сын. Случайное знакомство перерастает в сильную эмоциональную привязанность. Женщины утомлены отношениями со своими мужьями, они мечтают вырваться на свободу, переехать в Париж, открыть магазин. Но ограниченные финансовые возможности не позволяют им осуществить свои планы. Между тем их дружба вызывает ярость у Мишеля, который считает, что Лена совсем забросила семью. Мадлен уходит от Коста, уезжает в Париж. Мишель рад разлуке подруг и даже позволяет Лене открыть свой магазинчик. Однако, устроиться в столице у Мадлен не получилось. Она возвращается в Лион. Лена снова встречается с ней, и это приводит в бешенство Мишеля. Понимая, что жизнь с ним больше невозможна, Лена оставляет его, чтобы жить с Мадлен.

## В ролях
| В ролях        |  | Персонаж      |
| -------------- |  | ------------- |
| Миу-Миу        |  | Мадлен        |
| Изабель Юппер  |  | Лена Вебер    |
| Ги Маршан      |  | Мишель Корски |
| Жан-Пьер Бакри |  | Коста Сегара  |

| В ролях          |  | Персонаж |
| ---------------- |  | -------- |
| Робен Ренуччи    |  | Реймонд  |
| Патрик Бошо      |  | Карлье   |
| Сага Бланшар     |  | Софи     |
| Кристина Паскаль |  | Сара     |

## Дружба или любовь
Фильм не раскрывает двусмысленность отношений между главными героинями. Усилия замаскировать гомосексуальный подтекст показанной связи, кажется, достигают максимума. Подчёркивая преданность и сильную привязанность, отмечая теплоту и нежность, в редких кадрах приближающихся к эротизму, режиссёр, тем не менее, лишает отношения эмоциональной глубины, которая могла бы объяснить происходящее. Несмотря на исключительную завуалированность мотивов, фильм относят к мейнстриму лесбийского кинематографа, сравнивая его с «Лианой» Джона Сейзла и «Неприкаянными сердцами» Донны Дич. Диана Кюрис отмечала, что специально преуменьшала лесбийский подтекст, не желая, чтобы зритель видел биографическую картину, посвящённую её родителям, лишь как «историю о лесбиянках». Однако отсутствие в кинематографе того периода положительных примеров изображения гомосексуалистов и почти полное отсутствие фильмов на лесбийскую тематику практически не позволило ей достичь своей цели. Журналом The Advocate фильм был назван «лучшим фильмом на гей-тематику 1984 года».

## Награды
Фильм номинировался на «Оскар» (лучший фильм на иностранном языке) и «Сезар» (лучшая актриса, фильм, актриса второго плана, сценарий). Картина получила следующие награды:
| Награды                            | Награды | Награды        | Награды   | Награды     |
| ---------------------------------- | ------- | -------------- | --------- | ----------- |
| Фестиваль / Премия                 | Год     | Награда        | Категория | Победитель  |
| National Academy of Cinema, France | 1983    | Academy Award  |           | Диана Кюрис |
| Кинофестиваль в Сан-Себастьяне     | 1983    | FIPRESCI Prize |           | Диана Кюрис |